# Macropsis heracleionica
Macropsis heracleionica är en insektsart som beskrevs av Dlabola 1967. Macropsis heracleionica ingår i släktet Macropsis och familjen dvärgstritar. Inga underarter finns listade i Catalogue of Life.